# August Wieschemeyer
August Wieschemeyer SM (* 9. April 1904 in Dreierwalde; † 31. März 1979) war ein deutscher Maristenpater und Theologe. Er erwarb sich große Verdienste um das Kloster Fürstenzell und war Ehrenbürger der Gemeinde Fürstenzell.

## Leben
August Wieschemeyer entstammt dem alten Dreierwalder Bauerngeschlecht Wieschemeyer. Er wuchs mit seinen acht Geschwistern – fünf Schwestern und drei Brüdern – auf dem elterlichen Hof auf. Ab 1917 besuchte er das Gymnasium Dionysianum in der Nachbarstadt Rheine. Nach dem Abitur 1923 schloss er sich dem Maristenorden an. Auch sein Bruder, der spätere Pater Franz Wieschemeyer, sowie vier seiner Schwestern – die nachmaligen  Ordensfrauen Schwester M. Ferdinande, M. Pankratia, M. Petra und M. Agnes – traten in diesen Orden ein. Eine weitere seiner Schwestern wurde ebenfalls Ordensfrau, ein älterer Bruder war bereits 1918 als Theologie-Student verstorben. Sein jüngster Bruder erbte den Hof.
Bis 1926 war August Wieschemeyer Novize und Student der Philosophie im Kloster St. Olav im niederländischen Glanerbrug, danach studierte er bis 1930 Katholische Theologie am Angelicum in Rom. Dort wurde er auch zum Doktor der Theologie (Dr. theol.) promoviert und am 22. Dezember 1929 zum Priester geweiht.
Kurzzeitig wirkte er anschließend bei den Maristenpatres in Meppen, wechselte dann aber in das Kloster Fürstenzell. Die Maristen hatten es 1930 erworben und richteten dort ein Missionsseminar ein. In diesem lehrte Pater Wieschemeyer bis 1935 als Dozent der Theologie. Danach betrieb er bis 1937 biblische Studien in Rom, die er 1948/49 mit einem längeren Aufenthalt in Jerusalem abschließen konnte. Außerdem schloss er eine zweite Promotion ab. Von 1938 bis 1962 war August Wieschemeyer im Rahmen der Priesterausbildung Dozent für neutestamentliche Exegese in Fürstenzell. Im Jahr 1952 wurde er Rektor der Missionsschule, 1962 übernahm er die Verwaltung des Klosters. Er trug wesentlich dazu bei, dass das Kloster Fürstenzell mitsamt dem 1948 eröffneten Maristengymnasium weit über die Grenzen Bayerns hinaus Bedeutung gewann.
Zu seinen Veröffentlichungen gehören das Buch Gedanken zum Rosenkranz (1948) und Die Bibliothek im Kloster Fürstenzell und ihre Atlanten (1979).
Für seine Verdienste wurde Pater August Wieschemeyer nicht nur zum Geistlichen Rat ernannt, sondern 1974 anlässlich seines 70. Geburtstages auch zum Ehrenbürger der Gemeinde Fürstenzell. Dort ist außerdem die August-Wieschemeyer-Straße nach ihm benannt.
Maristenpater August Wieschemeyer starb 1979, kurz vor Vollendung seines 75. Lebensjahres.